# 中興路
中兴路，元朝时设置的路。
天历二年（1329年），以元文宗潜藩，改江陵路为中兴路，属河南江北等处行中书省，治所在江陵县，並在沙市建江陵县城。城分四门，南曰大寨，北曰美化，东曰塔儿，西曰新开。户一十七万六百八十二，口五十九万九千二百二十四。领司一、七县：江陵县、公安县、石首县、松滋县、枝江县、潜江县、监利县。辖境相当今湖北省荆州市以南，石首市以北，枝江市、松滋市以东，潜江市、监利市以西等地。下辖等州县。朱元璋于龙凤十年（1364年）改为荆州府。

## 行政区划
| 县名   | 现在地名 | 简介                             | 备注 |
| ------ | -------- | -------------------------------- | ---- |
| 江陵县 |          | 上。                             |      |
| 公安县 |          | 中。                             |      |
| 石首县 |          | 中。                             |      |
| 松滋县 |          | 中。                             |      |
| 枝江县 |          | 下。                             |      |
| 潜江县 |          | 中。                             |      |
| 监利县 |          | 中。宋末兵乱民散，收附后始复旧。 |      |